# Gewerkschaften im Kosovo
Die Gewerkschaften in Kosovo gehören zum Teil dem Gewerkschaftsbünde an:
| Name des Gewerkschaftsbunds                                                                                    | Mitglieder | Zugehörigkeit zu einem Internationalen Gewerkschaftsverband |
| --- | ---------- | ----------------------------------------------------------- |
| Bashkimi I Sindikatave të Pavarura të Kosovës, BSPK (Konföderation der unabhängigen Gewerkschaften von Kosovo) | 70.000     | IGB                                                         |

## Mitgliedsgewerkschaften, internationale Kontakte
Die BSPK steht über den Pan-Europäischen Regionalrat in Verbindung mit dem Europäischen Gewerkschaftsbund.
Mitgliedsgewerkschaften der BSPK sind u. a. (in Klammern jeweils: Mitgliederzahlen, Zugehörigkeit zu einer Globalen Gewerkschaftsföderation):
- Sindikata e Bashkuar e Arsimit, Shkencës dhe Kulturës, SBASHK (Gewerkschaft Erziehung, Wissenschaft und Kultur)
(21.000, EI);
- Federata e Sindikatave te Shendetesise se Kosoves, FSSHK (Föderation der Gesundheitsgewerkschaften)
(10.000 EPSU);
- Sindikata e Policise se Kosove, SPPK (Polizeigewerkschaft)
(5.500 EUROCOP, CESP).